# Libelle of Englyshe Polycye
Libelle of Englyshe Polycye é um poema do século XV escrito em inglês antigo. O trabalho existe em duas versões: a primeira, composta após o cerco de Calais, em 1436, mas antes do fim do ano de1438, e uma segunda edição antes de junho de 1441. Essa segunda versão provavelmente teria sido revista novamente. Dezenove manuscritos contêm o Libelle, que consiste em cerca de 1100 versos em dísticos rimados, com um proêmio em rima real e uma tornada que difere entre as duas versões da obra.